# Băiculești
Băiculești is een Roemeense gemeente in het district Argeș.

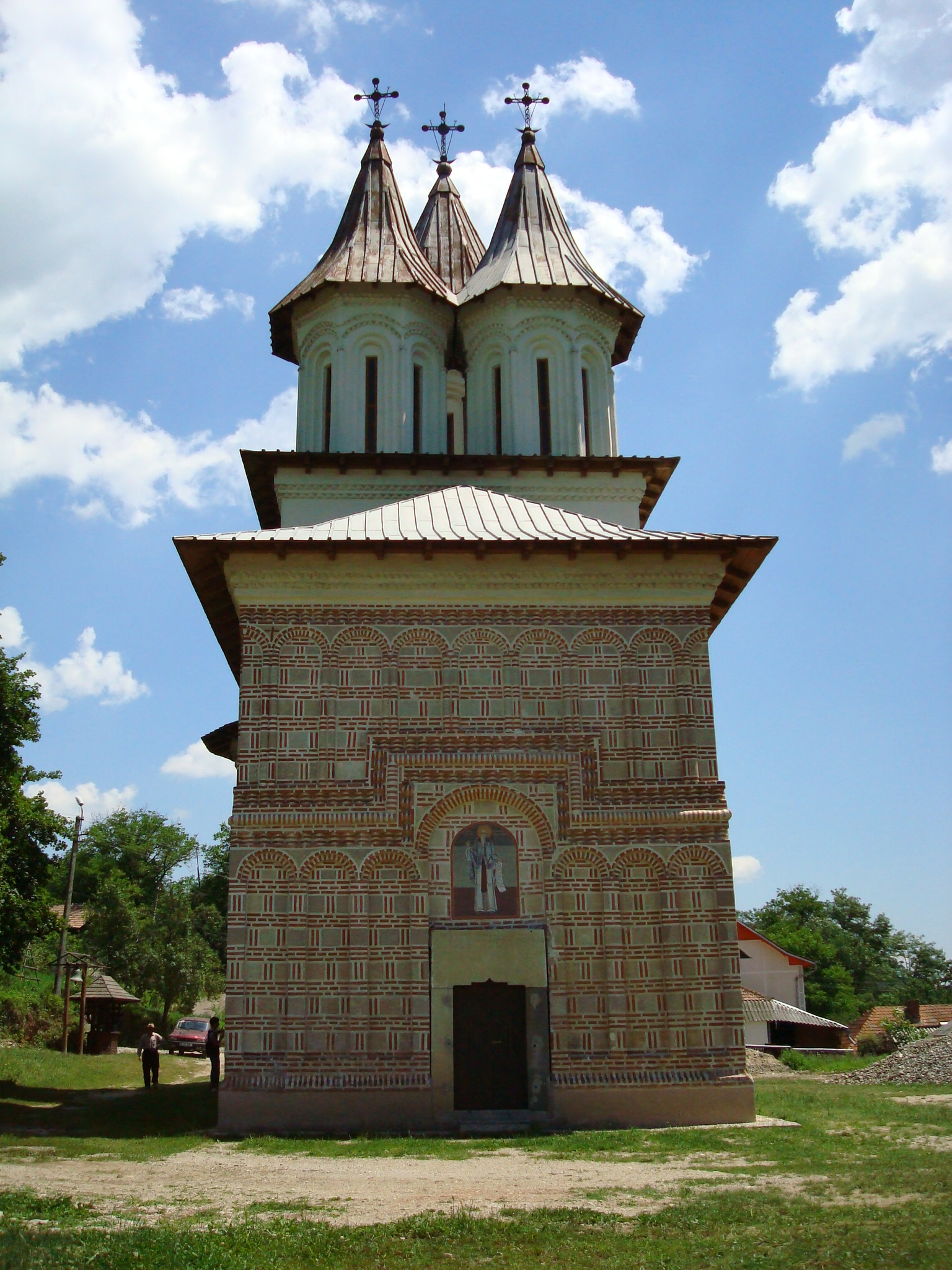

Băiculești telt 6235 inwoners.